# Mikhaïl Philippovitch Wolkenstein
Mikhaïl Philippovitch (Moïceï Philippovitch ou Falkovitch ou Govshiyovitch) Wolkenstein (1861-1934) était un avocat de l'Empire russe, issu d'une famille judéo-allemande de Berdytchiv, la famille Wolkenstein,. Cette famille a prospéré à Taganrog à la fin du XIXe siècle. Éditeur et rédacteur en chef de plusieurs revues, c'est une personnalité influente du monde intellectuel de l'âge d'argent. Il fit sa carrière à Saint-Pétersbourg.

## Biographie
Né à Berdytchiv dans la Famille Wolkenstein, Mikhail Philippovich Wolkenstein était un avocat très influent de Saint-Pétersbourg. Venant de la bourgeoisie juive, il adhérait aux idées libérales et s'opposa à l'autorité tsariste. Ainsi, il défendra les opposants politiques au régime impériale.
Son cercle d'amis comprenait des personnalités aussi célèbres que son ancien camarade de classe Anton Tchekhov avec lequel il continua à correspondre notamment commentant la publication de ses nouvelles, l'artiste Mstislav Doboujinski (qui était marié à sa cousine, Elisabeth Ossipovna Wolkenstein (1876-1965), Fédor Chaliapine (un ami proche, dont il était responsable des affaires financières) et dont son neveu George Lvevitch Wolkenstein était le filleul.
Il a longtemps été conseiller juridique pour le magazine Rousskoïe Bogatsvo (ru), (grâce auquel il eut des amis influents et célèbres). À partir de 1895, il devint l'éditeur, propriétaire et rédacteur en chef du magazine politique Novoye Slovo (en) («Новое слово»), publié de 1895 à 1897 à Saint-Pétersbourg. Puis il fut directeur de la "Société des accès et des chemins de fer en Russie" («Общества подъездных и железнодорожных путей в России»), conseiller juridique de la Compagnie des Bateaux à Vapeur du Nord (Северного пароходного общества). Lui et sa femme Klara Ossipovna (la fille de son demi-frère Ossip) possédaient une maison au 23 rue Shirokaya (Доходный дом К. И. Волькенштейн) (Широкая Улица)

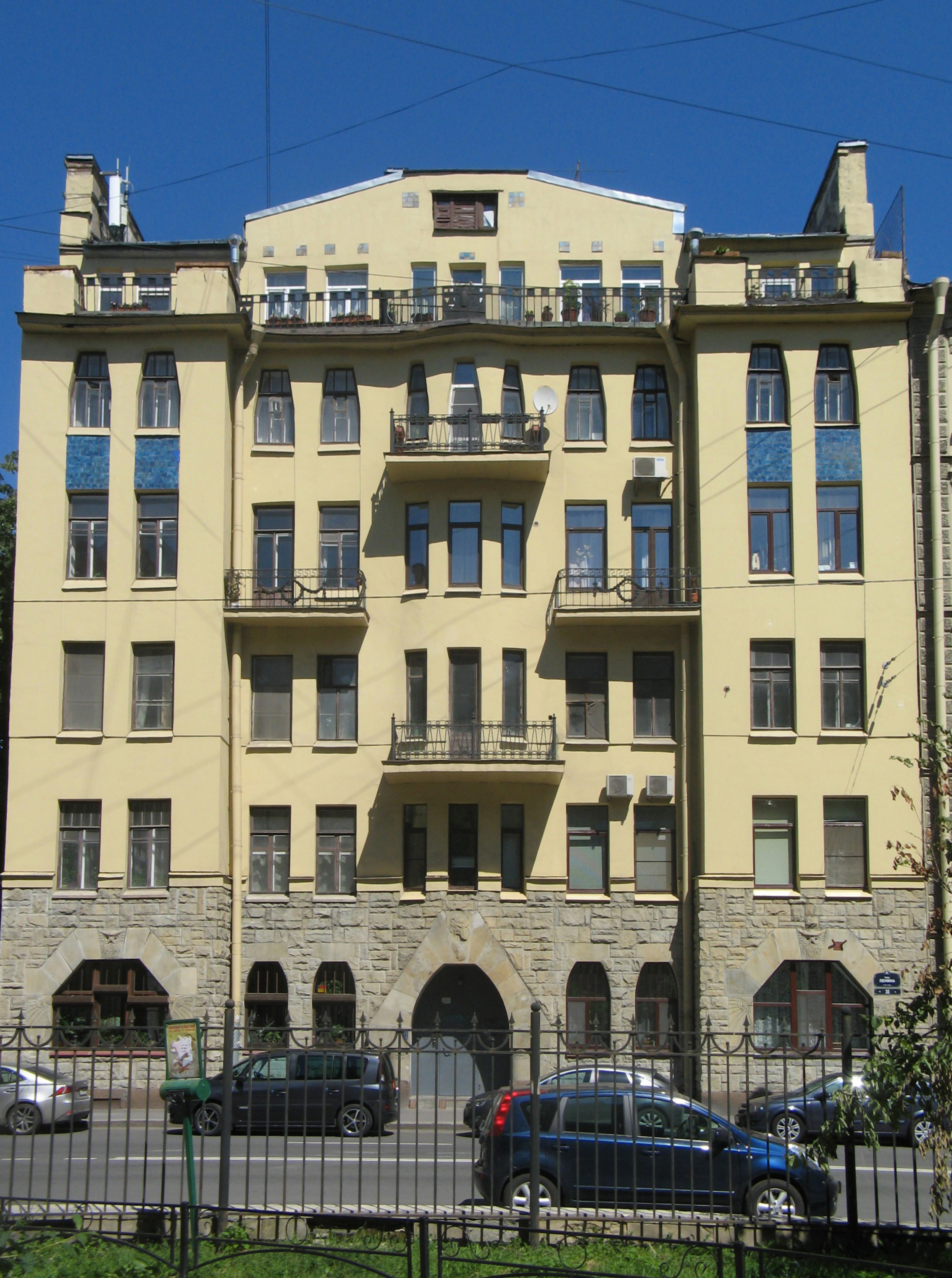
Maison de Klara Iossifovna Wolkenstein

## Défense de Lénine
En 1896, Vladimir Ilitch Oulianov (Lénine) est accusé d'avoir créé l'Union de lutte pour l'émancipation de la classe ouvrière, «Общества подъездных и железнодорожных путей в России», et fut accusé d'avoir commis un acte socialement dangereux.
Peu de temps avant ces événements, Vladimir Ilitch Oulianov avait été embauché par Mikhaïl Philippovitch Wolkenstein comme assistant. Il l'avait également recommandé au Barreau de Pétersbourg.
Au printemps 1896, Mikhaïl Philippovitch se joignit à la mère et à l'une des sœurs de Lénine, pour demander la libération de Vladimir Ilitch de la « maternelle » de Saint-Pétersbourg.

## Dernières années
En 1922 (selon d'autres sources, en 1917) Mikhaïl Philippovitch a émigré en Estonie, à Tallinn. Il a probablement reçu la visite de son fils Alekseï de Leningrad en août 1925, et de son fils Vladimir Wolkenstein et de sa petite-fille Natalia Wolkenstein. Le 30 novembre 1928, Mikhail Wolkenstein a obtenu la citoyenneté estonienne. Le 8 septembre 1928, il fait un testament au notaire Riesenkapff, à parts égales pour ses deux fils. Perdant la vue lee 14 mars 1934, il se suicide chez lui, rue Kentmanni 5-1, en laissant des lettres au propriétaire de l'appartement et à ses fils. Mikhail Wolkenstein a été enterré dans un cimetière juif à Tallinn.

## Famille Wolkenstein: Branche de Mikhaïl Philippovitch[4]
La famille Wolkenstein est une famille judéo-allemande (ashkénaze) ayant prospéré dans l'Empire russe à partir de Taganrog et de Kichinev au milieu du XIXe siècle.

### Première génération
Mikhaïl Philippovitch Wolkenstein eut quatre frères :
- Ossip Philippovitch (Iossif Govshiyovitch) Wolkenstein (1834-1905), Citoyen d'honneur héréditaire, directeur de la banque commerciale de Rostov[5], l'un des dirigeants de la communauté juive de Rostov-sur-le-Don et son représentant à la Douma de la ville[6]. Sa fille Elizabeta Osipovna Wolkenstein (1876-1965) était mariée à l'artiste Mstislav Doboujinski[7].
- Akim Philippovitch (Khaïm Govshiyovitch) Wolkenstein, médecin militaire installé à Kichinev.
- Emmanuel Philippovitch (Menashem Govshiyovitch) Wolkenstein, marchand de la 3e guilde.
- Lev Philippovitch (Itzakh Leib) Wolkenstein, avocat.

Les frères Wolkenstein eurent de nombreux descendants, avocats, artistes, et scientifiques en Russie, en France et en Grande-Bretagne.
Mikhaïl Philippovitch Wolkenstein se marie en premières noces avec Varvara Abramovna Rabinovitch; ils auront deux fils Vladimir Mikhaïlovitch Wolkenstein (1883-1974) et Alekseï Mikhaïlovitch Wolkenstein (1886-1943). En deuxièmes noces il épouse la fille de son demi-frère Iossif (Ossip) Philippovitch Wolkenstein, Klara Iossifovna Wolkenstein (1866, Rostov - 1965 Paris) en 1893 à Vilnius,. Ils n'auront pas d'enfants. Ils divorceront le 16 mai 1917.

### Deuxième génération
- Vladimir Mikhailovich Wolkenstein, auteur de théâtre (1883-1974). Il eut un fils, le physicien Mikhaïl Vladimirovitch Wolkenstein.
- Alexei Mikhailovich Wolkenstein[10] (1886-1943) né à Saint-Pétersbourg. Il fut diplôme de l'enseignement supérieur et a travaillé dans divers institutions de Leningrad. À la fin des années 1920, il est arrêté, condamné à 3 ans d'exil et envoyé en Sibérie. En novembre 1931, il était exilé à Novossibirsk. Au milieu des années 1930 il vécut à Volgostroy dans la région de Iaroslavl, travaillant comme assistant du répartiteur en chef Le 11 mai 1938, il est arrêté, et le 8 septembre, condamné à 8 ans de prison et envoyé au goulag où il meurt en 1943. Il eut une fille, Natalia Alekseïvna Wolkenstein (1914-1999) qui épousera Anatole Shutov (1910-1975)

### Troisième génération
- Mikhaïl Vladimirovich Wolkenstein (1912-1992), physicien.
- Natalia Alekseïvna Wolkenstein (1914-1999) épousera Anatole Shutov (1910-1975) avec lequel elle eut un fils, Fédor Anatolovitch Shutov, professeur de chimie.

### Quatrième génération
- Vladimir Mikhaïlovitch Alenikov
- Fédor Anatolovitch Shutov